# Cynodon (plant)
Cynodon (synoniem: Brachyachne) is een geslacht uit de grassenfamilie (Poaceae). De soorten van dit geslacht komen voor in tropische en subtropische gebieden.

## Soorten (selectie)
Van het geslacht zijn de volgende soorten bekend:
- Cynodon aethiopicus
- Cynodon barberi
- Cynodon dactylon
- Cynodon incompletus
- Cynodon nlemfuensis
- Cynodon plectostachyus
- Cynodon radiatus
- Cynodon transvaalensis